# SMS Prinz Heinrich
SMS Prinz Heinrich – niemiecki krążownik pancerny (klasyfikowany jako wielki krążownik – niem. Großer Kreuzer) z przełomu XIX i XX wieku, druga jednostka tej klasy w niemieckiej flocie. Okręt miał wyporność 8887 ton i osiągał prędkość 20 węzłów, zaś jego główne uzbrojenie stanowiły dwa działa kalibru 24 cm umieszczone w wieżach i 10 dział kalibru 15 cm. Krążownik został zwodowany 22 marca 1900 roku w stoczni Kaiserliche Werft w Kilonii, a 11 marca 1902 roku wcielono go do służby w Kaiserliche Marine. Jego patronem był książę Prus Henryk Hohenzollern. Jednostka służyła w Heimatflotte i w Hochseeflotte, biorąc udział w I wojnie światowej. Okręt został wycofany ze służby w marcu 1916 roku. Z listy floty skreślono go w styczniu 1920 roku, po czym został złomowany.

## Projekt i budowa
Objęcie tronu Cesarstwa Niemieckiego przez Wilhelma II w 1888 roku spowodowało początek rozbudowy floty wojennej, niezbędnej do zdobycia i utrzymania zamorskich posiadłości. Opierając się na założeniach francuskiej doktryny Jeune École, Minister Marynarki, admirał (niem. Admiral) Friedrich von Hollmann przekonał cesarza Wilhelma II o konieczności budowy silnie uzbrojonych i mających duży zasięg krążowników kolonialnych. Doprowadziło to do powstania dużych krążowników pancernopokładowych (klasyfikowanych ówcześnie jako krążowniki II klasy) typu Victoria Louise, które jednak nie były zbyt udane, głównie ze względu na zawodne urządzenia napędowe i problemy ze statecznością. W latach 1893–1895 stworzono projekt następcy – pierwszego niemieckiego krążownika pancernego „Fürst Bismarck” – który ze względu na silne uzbrojenie i dużą wyporność był właściwie jednostką o charakterystyce pośredniej między krążownikami pancernymi a pancernikami (podobnie jak rosyjskie pancerniki typu Pierieswiet). Koszty powstania tego okrętu, niewiele niższe od kosztów pancernika, spowodowały zarzucenie koncepcji budowy jednostek o podobnej charakterystyce, w rezultacie czego „Fürst Bismarck” pozostał okrętem unikatowym. Według zmienionej doktryny kolejne krążowniki pancerne miały być jednostkami przeznaczonymi do działań rozpoznawczych na rzecz floty liniowej, zdolnymi także do walki z uszkodzonymi pancernikami przeciwnika. W porównaniu do poprzednika przyszły „Prinz Heinrich” miał mniejszą wyporność, uzbrojenie główne zredukowane do dwóch dział kalibru 24 cm i zmniejszoną grubość opancerzenia, otrzymując w zamian siłownię o większej mocy, co zaowocowało wzrostem prędkości maksymalnej. Fundusze na jego budowę zostały wyasygnowane przez Reichstag w 1898 roku, dzięki przeforsowaniu ustawy morskiej przez nowego Ministra Marynarki, ówczesnego kontradmirała (niem. Konteradmiral) Alfreda Tirpitza.
Projekt jednostki powstał w latach 1896–1897 w Wydziale Konstrukcyjnym Cesarskiego Urzędu Marynarki (niem. Reichsmarineamt) pod tymczasową nazwą Großer Kreuzer A. Okręt zbudowany został w stoczni Kaiserliche Werft w Kilonii (nr stoczniowy 26). Miał być następcą planowanej do wycofania z linii korwety parowej SMS „Prinz Adalbert” – (niem. „Ersatz Prinz Adalbert”). Stępkę krążownika położono 1 grudnia 1898 roku, a ceremonia wodowania odbyła się 22 marca 1900 roku, w obecności patrona okrętu – księcia Prus Henryka Hohenzollerna (brata cesarza Wilhelma II) oraz inspektora generalnego Marynarki, admirała Hansa von Koestera . Koszt budowy okrętu wyniósł 16 mln 588 tys. marek.

## Dane techniczne

### Charakterystyka ogólna

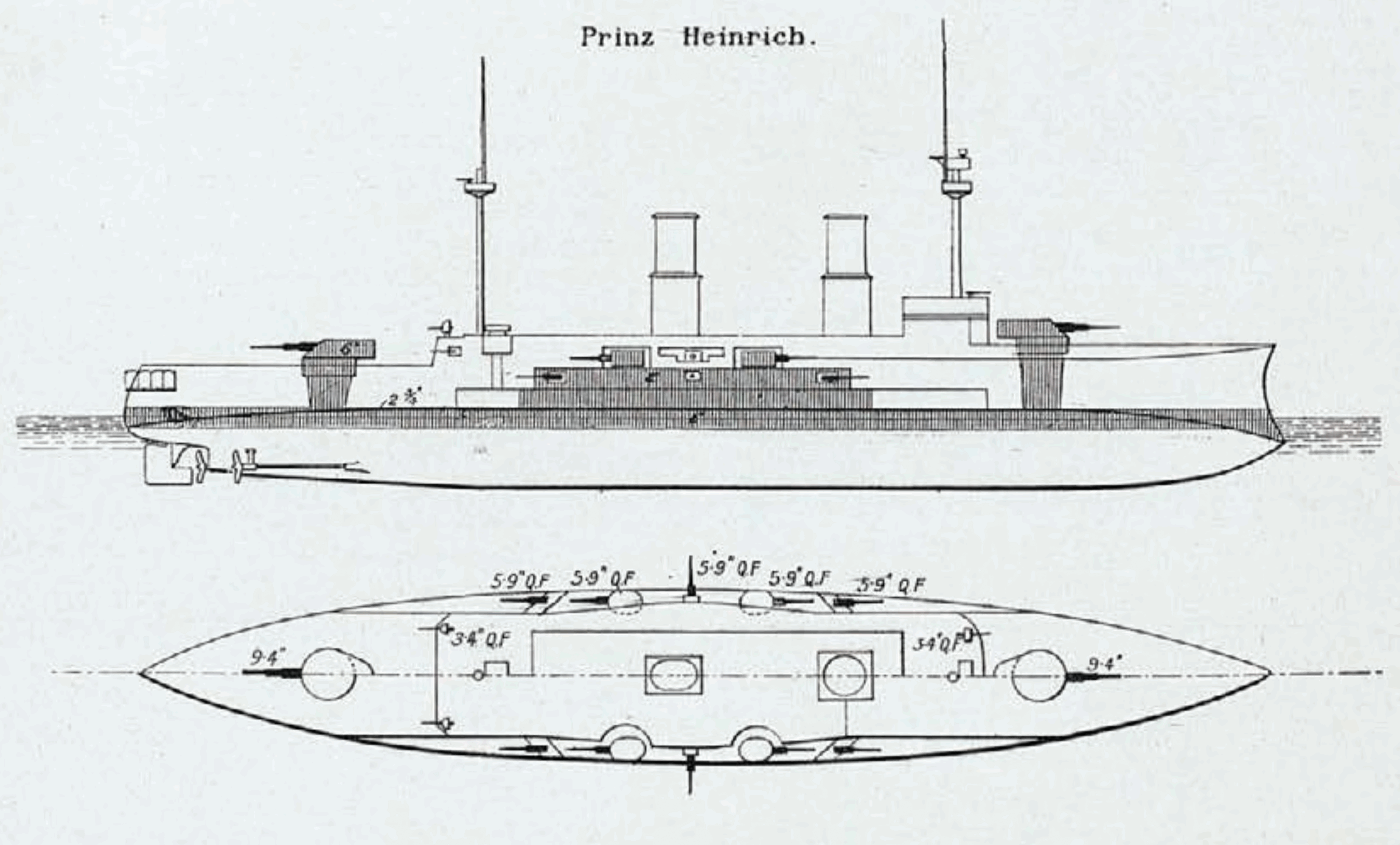
Plany krążownika

Okręt był krążownikiem pancernym o sylwetce podobnej do krążownika „Fürst Bismarck”, z podniesionym pokładem dziobowym, dwoma dużymi kominami, zmniejszonymi nadbudówkami i dwoma lżejszymi wysokimi masztami palowymi. Kadłub o poprzeczno-wzdłużnym układzie wiązań podzielony był za pomocą 12 grodzi na 13 przedziałów wodoszczelnych, a dno podwójne obejmowało 57% jego długości. Okręt miał stewę dziobową w kształcie łabędziej szyi, prosty kil i dwie stępki boczne.
Długość całkowita krążownika wynosiła 126,5 metra (124,9 metra na wodnicy), szerokość 19,6 metra i zanurzenie od 7,65 do 8,07 metra. Wyporność normalna (konstrukcyjna) wynosiła 8887 ton, a pełna 9806 ton (9652 długie tony).
Załoga jednostki składała się z 35 oficerów i 532 podoficerów i marynarzy. W przypadku pełnienia funkcji okrętu flagowego liczebność załogi zwiększała się o 53 osoby, z czego dziewięć stanowili oficerowie.

### Urządzenia napędowe i pomocnicze
Okręt był napędzany przez umieszczone w trzech oddzielnych maszynowniach trzy czterocylindrowe pionowe maszyny parowe potrójnego rozprężania, które napędzały poprzez wały napędowe trzy śruby napędowe (dwie zewnętrzne o średnicy 4,65 metra i środkową o średnicy 4,28 metra). Para o ciśnieniu roboczym 15 at dostarczana była przez 14 kotłów wodnorurkowych Dürr o łącznej powierzchni grzewczej 4197 m², wyposażonych łącznie w 42 paleniska, zainstalowanych w dwóch kotłowniach. Kotły były opalane węglem, którego normalny zapas wynosił 900, a maksymalny 1590 ton.
Nominalna moc siłowni wynosiła 15 000 KM przy 125 obr./min, co pozwalało na osiągnięcie prędkości maksymalnej 20 węzłów. Zasięg wynosił 4580 mil morskich przy prędkości 10 węzłów lub 2290 Mm przy prędkości 18 węzłów. Zużycie węgla przy mocy 15 000 KM wynosiło około 16 ton na godzinę. Na rufie znajdował się pojedynczy ster.
Energia elektryczna (prąd stały o napięciu 110 V) wytwarzana była przez cztery generatory o łącznej mocy 246 kW.

### Uzbrojenie
Główne uzbrojenie krążownika składało się z dwóch dział kalibru 24 cm SK C/98 L/40 w dwóch, umieszczonych w osi okrętu, wieżach – po jednej na pokładzie dziobowym i rufie . Masa działa wynosiła 25,64 tony, a jego długość całkowita 9,55 metra; długość samej lufy wynosiła 8,87 metra. Działa wykorzystywały amunicję rozdzielnego ładowania: pociski o masie 140 kg wystrzeliwane były za pomocą umieszczonych w łuskach ładunków miotających o masie 40 kg. Kąt podniesienia lufy wynosił od -4 do +30°, a maksymalna donośność wystrzeliwanego z prędkością wylotową 835 m/s pocisku wynosiła 16 900 metrów. Kąt ostrzału wież wynosił 260°. Zapas amunicji wynosił 150 sztuk (czyli 75 pocisków na działo).
Artyleria średniego kalibru składała się z 10 pojedynczych dział kalibru 15 cm SK C/97 L/40 (faktyczny kaliber działa wynosił 149,1 mm) . Cztery działa umieszczono na śródokręciu w wieżach, a pozostałe zainstalowano w kazamatach. Długość całkowita działa wynosiła 5,96 metra, długość lufy 5,54 metra, a jej masa 4460 kg. Działa także wykorzystywały amunicję rozdzielnego ładowania, a masa pocisku wynosiła od 45 do 51 kg. Maksymalna donośność wystrzeliwanego z prędkością wylotową od 725 do 800 m/s pocisku wynosiła 13 700 metrów. Szybkostrzelność wynosiła od czterech do pięciu strzałów na minutę. Kąt ostrzału dział umieszczonych w wieżach wynosił około 150°, a tych w kazamatach 135°. Łączny zapas amunicji wynosił 1200 sztuk, czyli 120 pocisków na działo.
Artylerię do zwalczania torpedowców stanowiło 10 pojedynczych dział kalibru 8,8 cm SK C/89 L/30 . Długość całkowita działa wynosiła 2,61 metra, długość lufy 2,38 metra, a masa lufy z zamkiem 665 kg. Strzelały one pociskami o masie 7 kg (cały nabój ważył 13,8 kg) z prędkością wylotową 590 m/s. Szybkostrzelność wynosiła do 15 strzałów na minutę, a łączny zapas amunicji wynosił 2500 sztuk (250 pocisków na działo). Prócz tego na pokładzie znalazło się 10 pojedynczych szybkostrzelnych działek kalibru 3,7 cm.
Broń torpedową stanowiły cztery pojedyncze wyrzutnie kalibru 450 mm: jedna obracalna na rufie i trzy podwodne (jedna na dziobie oraz po dwie na śródokręciu z każdej burty), z łącznym zapasem 11 torped. Torpedy typu C45/91S miały długość 5,1 metra, masę 550 kg (w tym głowica bojowa 197 kg trotylu), a ich zasięg wynosił 1200 metrów przy prędkości 27 węzłów i 500 metrów przy prędkości 33,5 węzła .

### Opancerzenie
Podstawowym elementem pancerza był wykonany ze stali Kruppa pas burtowy o grubości maksymalnej 100 mm na wodnicy śródokręcia, zmniejszającej się w stronę dziobu i rufy do 80 mm, położony na warstwie drewna tekowego. Pokład pancerny miał grubość od 35 do 40 mm, a jego skosy 50 mm.
Wieże artylerii głównej były chronione od czoła pancerzem o grubości 150 mm (dach 30 mm). Wieże artylerii średniej, cytadela i kazamaty miały grubość 100 mm, a maski dział kalibru 8,8 cm miały grubość 70 mm. Wieża dowodzenia chroniona była od czoła płytami o grubości 150 mm, a od tyłu miała grubość na 12 mm. Niezatapialność jednostki starano się powiększyć poprzez wypełnienie przestrzeni między poszczególnymi pomieszczeniami i elementami konstrukcyjnymi naklejanym warstwowo korkiem.

## Służba

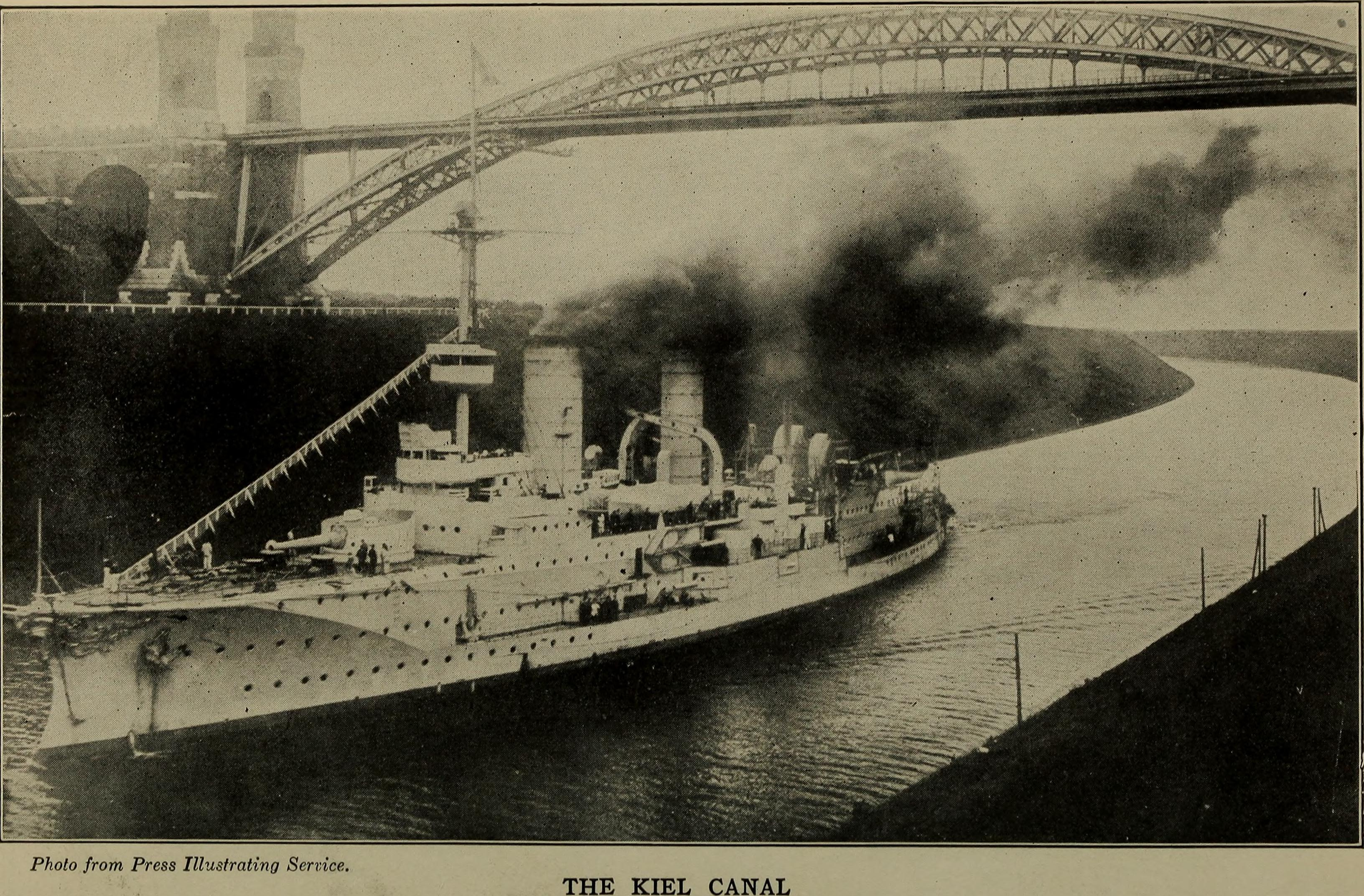
„Prinz Heinrich” w Kanale Kilońskim

SMS „Prinz Heinrich” został wcielony do służby w Kaiserliche Marine 11 marca 1902 roku. Pierwszym dowódcą okrętu został mianowany komandor (niem. Kapitän zur See) Friedrich Wilhelm Wenzel. Podczas przeprowadzonych wiosną prób morskich „Prinz Heinrich” osiągnął prędkość 19,9 węzła przy przeciążeniu maszyn do 15 694 KM (przy 127 obr./min). W czerwcu krążownik został włączony do sił rozpoznawczych 1. Eskadry Bojowej Heimatflotte. W dniach 8–20 lipca „Prinz Heinrich” wziął udział w rejsie do Norwegii, a w sierpniu na Bałtyku pełnił rolę eskorty cesarskiego jachtu SMY „Hohenzollern”, na którego pokład podczas postoju w Rewlu zawitał car Mikołaj II. W sierpniu i wrześniu krążownik uczestniczył w manewrach, pełniąc funkcję jednostki flagowej 2. Grupy Rozpoznawczej (składającej się ponadto z krążowników lekkich „Niobe” i „Nymphe”). 18 września „Prinz Heinrich” zastąpił pancernik „Kurfürst Friedrich Wilhelm” w roli okrętu flagowego zastępcy dowódcy 1. Eskadry Bojowej, kontradmirała Curta von Prittwitz und Gaffron. 17 grudnia, podczas zimowego rejsu szkoleniowego, krążownik uczestniczył w akcji ściągania z mielizny pancernika „Wittelsbach”.
1 marca 1903 roku „Prinz Heinrich” został okrętem flagowym dowódcy Sił Rozpoznawczych, kontradmirała Ludwiga Borckenhagena. Formacja ta składała się ponadto z krążowników „Victoria Louise”, „Amazone”, „Ariadne”, „Medusa”, „Niobe” i „Frauenlob” oraz awiza „Blitz”. We wrześniu dowództwo Sił Rozpoznawczych objął kontradmirał Gustav Schmidt, także podnosząc swoją flagę na SMS „Prinz Heinrich”. Od 7 maja do 10 czerwca okręt odbył rejs na wody hiszpańskie, zawijając do Vigo między 20 a 30 maja. W październiku nowym dowódcą krążownika został mianowany komandor Erich Gühler.
Między 25 stycznia a 2 lutego 1904 roku załoga okrętu udzielała pomocy mieszkańcom norweskiego miasta Ålesund, w którym wybuchł groźny pożar. Latem „Prinz Heinrich” wziął udział w wizycie zespołu floty niemieckiej w Wielkiej Brytanii. W październiku nastąpiła kolejna zmiana dowódcy okrętu – nowym został komandor Paul Rampold. 3 grudnia „Prinz Heinrich” przestał być okrętem flagowym Sił Rozpoznawczych, zastąpiony w tej roli przez włączony latem do formacji krążownik pancerny „Friedrich Carl”.
W lutym 1905 roku dowództwo jednostki objął komandor porucznik (niem. Fregattenkapitän) Fritz Hoffmann. W lipcu na okręcie rozpoczęto próby nowego systemu bunkrowania węgla opracowanego przez inżyniera Leune, które kontynuowano w listopadzie oraz w lutym roku następnego. Podczas rejsu letniego „Prinz Heinrich” odwiedził szwedzkie porty Uddevalla i Södertälje. 1 października krążownik został okrętem flagowym zastępcy dowódcy Sił Rozpoznawczych, komandora Raimunda Winklera.
4 kwietnia 1906 roku „Prinz Heinrich” został wycofany ze służby, a jego rolę przejął SMS „Friedrich Carl”. 15 maja 1908 roku krążownik został przywrócony do służby jako szkolny okręt artyleryjski, zastępując w tej roli SMS „Mars”. Dowódcą okrętu został wówczas komandor Gisbert Jasper. Jednostka bazowała głównie w Sonderburgu, który był siedzibą Inspektoratu Artylerii Okrętowej. W październiku dowództwo krążownika objął kapitan marynarki (niem. Kapitänleutnant) Erler, zmieniony we wrześniu 1909 roku przez kpt. mar. Bodeckera, a w następnym miesiącu przez kmdra Ottona Wurmbacha. Na przełomie 1908 i 1909 roku przystosowano część kotłów do opalania paliwem płynnym i od tej pory okręt zabierał dodatkowo 175 ton oleju napędowego. We wrześniu 1911 roku nowym dowódcą okrętu został mianowany kmdr Ferdinand Bertram. 31 października 1912 roku okręt został ponownie wycofany ze służby, zastąpiony w roli szkolnego okrętu artyleryjskiego przez krążownik pancerny „Prinz Adalbert”. W 1913 roku rozważano przebudowę krążownika na okręt szkolny, lecz do tego nie doszło i w 1914 roku trafił on do macierzystej stoczni w Kilonii na remont, mający przywrócić mu zdolności bojowe przed spodziewanym wybuchem konfliktu.
Po wybuchu I wojny światowej w sierpniu 1914 roku dowodzony przez kmdra Wilhelma von Krosigka „Prinz Heinrich” został przydzielony do 3. Grupy Rozpoznawczej Hochseeflotte kontradmirała Huberta von Rebeur-Paschwitza, w skład której wchodziły ponadto krążowniki pancerne „Roon”, „Yorck” i „Prinz Adalbert”. 25 września okręt został przebazowany do Zatoki Kilońskiej jako składnik sił rezerwowych, ze względu na spodziewany atak floty brytyjskiej. 16 grudnia „Prinz Heinrich” wziął udział w operacji bombardowania Scarborough, Hartlepool i Whitby, płynąc w osłonie sił głównych Hochseeflotte operujących w rejonie Dogger Bank. 
15 kwietnia 1915 roku 3 Grupę Rozpoznawczą rozwiązano, a „Prinz Heinrich” został przebazowany do Kilonii, wchodząc w skład Sił Rozpoznawczych Flotylli Bałtyckiej (dowodzonych przez kontradmirała Alberta Hopmana). W skład formacji wchodziły także krążowniki pancerne „Prinz Adalbert” i „Roon”, krążowniki lekkie „Augsburg”, „Lübeck” i „Thetis”, 10 flotylla niszczycieli oraz V 107 i V 108, okręt podwodny U-A, trzy flotylle trałowców oraz tendry wodnosamolotów „Answald” i „Glyndwr”. Na początku maja Niemcy postanowili podjąć operację mającą na celu zajęcie portu w Lipawie. 7 maja niemieckie okręty (pancernik obrony wybrzeża „Beowulf” oraz krążowniki „Prinz Heinrich”, „Prinz Adalbert”, „Roon”, „Augsburg”, „Lübeck” i „Thetis”) rozpoczęły ostrzał twierdzy, która została zdobyta przez wojska lądowe następnego dnia. W dniach 23–26 maja krążownik ubezpieczał operację stawiania zagród minowych na północnym Bałtyku. 3 czerwca „Prinz Heinrich”, „Prinz Adalbert” i „Roon” miały zabezpieczać akcję postawienia zagród minowych na wyjściu z Zatoki Ryskiej, jednak wobec stwierdzenia na wodach zatoki obecności okrętów Floty Bałtyckiej operacja została odwołana.
2 lipca „Prinz Heinrich” oraz „Prinz Adalbert” w eskorcie niszczycieli S 138 i S 139 pod dowództwem kontradmirała Alberta Hopmana wyszły z Gdańska na pomoc niemieckiemu zespołowi uczestniczącemu w bitwie koło Gotlandii, jednak wobec storpedowania i uszkodzenia „Prinza Adalberta” przez brytyjski okręt podwodny HMS E9, okręty zawróciły do bazy. W końcu lipca okręt wszedł w skład silnego zespołu floty niemieckiej przeznaczonego do operacji forsowania Zatoki Ryskiej. 31 lipca pancerniki „Braunschweig” i „Elsaß” oraz krążowniki „Prinz Heinrich”, Roon” i „Lübeck” w eskorcie 8. flotylli niszczycieli zostały wysłane w celu zablokowania Zatoki Ryskiej. 10 sierpnia „Prinz Heinrich” i Roon” rozpoczęły ostrzał przylądka Cerel w Cieśninie Irbeńskiej, ścierając się także z rosyjskimi niszczycielami (w walce uszkodzony został „Sibirskij striełok”) i unikając ataków torpedowych okrętów podwodnych „Giepard” i HMS E1.
11 sierpnia krążownik z powodu awarii rur kotłowych został odesłany do Hamburga na remont, który przeprowadzono w stoczni Blohm & Voss. 22 września okręt powrócił na Bałtyk i w nocy z 5 na 6 października uczestniczył w osłonie operacji minowania. 10 listopada krążownik ze zredukowaną załogą wyszedł z Lipawy i nazajutrz dotarł do Kilonii, gdzie został skierowany do rezerwy. Dowódcą okrętu został wówczas mianowany komandor porucznik Karl Feldmann. Ze względu na niedostatek załóg niezbędnych dla obsadzania nowych okrętów nawodnych i podwodnych, SMS „Prinz Heinrich” został wycofany ze służby 27 marca 1916 roku. Jednostka została rozbrojona, a następnie służyła jako hulk koszarowy i mieszkalny, a od 1918 roku jako okręt-baza dla krążowników podwodnych. 25 stycznia 1920 roku okręt został skreślony z listy jednostek floty i sprzedany w celu złomowania, które zostało przeprowadzone w 1920 roku w Rendsburg–Audorf.